# 5138 Gyoda
5138 Gyoda è un asteroide della fascia principale. Scoperto nel 1990, presenta un'orbita caratterizzata da un semiasse maggiore pari a 3,0979601 UA e da un'eccentricità di 0,1712034, inclinata di 0,79926° rispetto all'eclittica.